# Beeston, Bedfordshire
Beeston är en by i Central Bedfordshire distrikt i Bedfordshire grevskap i England. Byn är belägen 11,9 km 
från Bedford. Orten har 788 invånare (2015). Byn nämndes i Domedagsboken (Domesday Book) år 1086, och kallades då Bistone.